# Villa Torrigiani (Sesto Fiorentino)
La Villa Torrigiani di Sesto Fiorentino (FI) si trova in località Quinto Alto.

## Storia e descrizione
Fu edificata nel XV secolo per la famiglia Guidacci, la quale ne cedette la proprietà nel 1474 a Francesco Boninsegni: il primo di una serie di ripetuti cambi di proprietario finché nella seconda metà del XVII secolo pervenne alla famiglia Torrigiani, che trasformarono l'edificio in una residenza estiva (inizio del XIX secolo).
In seguito la villa venne trasformata, tra il 1923 e il 1939, in casa di cura, costruendo anche una nuova ala attrezzata per le esigenze ospedaliere. Ulteriori rimaneggiamenti si ebbero nel 1950, quando la villa cambio nome in Villa Solaria, entrando però di lì a poco in un periodo di lento declino. Solo nel 1982 il Comune di Sesto si interessò all'acquisto della proprietà, in particolare dell'ala più recente (che fu destinata a day hospital per anziani) e il parco, che venne aperto al pubblico.
La villa è caratterizzata da un doppio ordine di finestre appoggiate su mensole sui lati esterni, con uno scalone in pietra a doppia rampa al piano terra.
Il parco conta circa sei ettari di estensione e risale al XIX secolo: tra grandi prati a livelli diversi seguono l'andamento del suolo, con boschetti divisori che creano scenografie e gradevoli scorci prospettici. Alcuni viali attraversano l'area verde, delimitati da cordonati in pietra e diretti verso alcuni punti particolari: rotonde, punti di sosta e di gioco, zone appartate. La flora del parco è diversificata e influenzata dalla storia degli antichi proprietari, sebbene il patrimonio aroboreo si sia notevolmente ridotto rispetto all'epoca di maggior splendore. Tra gli esemplari più notevoli per età e dimensioni si contano cipressi, aceri, cedri, ippocastani, pini, querce, sequoie, tassi, tigli, pioppi bianchi e ginkgo biloba.